# Byssinose

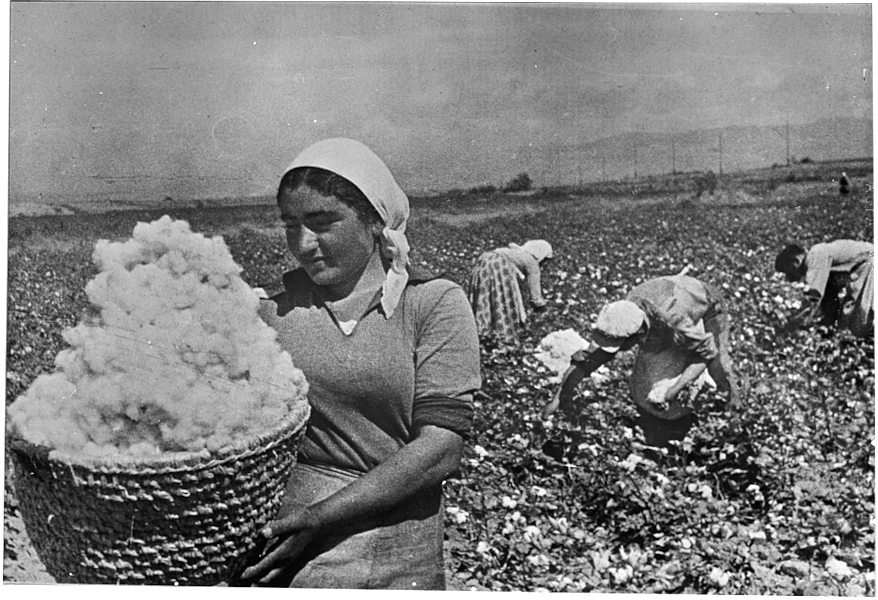
Katoenplukkers in Armenië

Byssinose is een ziektebeeld met vernauwing van de luchtwegen. Het wordt veroorzaakt door inhalatie van katoen-, vlas- of hennepdeeltjes.
Het heeft veel kenmerken van het klassieke beroepsastma. De pathogenese ervan is echter verschillend. 

## Pathogenese
Waarschijnlijk wordt byssinose veroorzaakt door endotoxinen van bacteriën. De astmatische klachten ("asthma-like syndrome") bij werknemers uit de intensieve varkensteelt hebben hier mogelijk enige verwantschap mee.

## Preventie en behandeling
- De beste manier om byssinose te voorkomen is de hoeveelheid stof zo veel mogelijk te beperken.
- Mensen met luchtwegklachten mogen niet meer aan het stof worden blootgesteld.
- De symptomen (wheezing en kortademigheid) kunnen met bronchodilatatoren en corticosteroïden worden behandeld.